# كسوف الشمس 27 فبراير 2036
سيحدث كسوف جزئي للشمس يوم الأربعاء الموافق 27 فبراير 2036. يحدث كسوف الشمس عندما يمر القمر بين الأرض والشمس ، وبالتالي يحجب صورة الشمس كليًا أو جزئيًا عن مشاهد على الأرض. يحدث كسوف جزئي للشمس في المناطق القطبية من الأرض عندما يغيب مركز ظل القمر عن الأرض.

## الصور
مسار متحرك

## الخسوفات ذات الصلة

### كسوف الشمس 2033-2036
هذا الكسوف هو جزء من سلسلة كسوف الشمس 2033-2036. يتكرر الكسوف في كل 177 يومًا تقريبًا و 4 ساعات في العقد المتناوبة من مدار القمر.
| عقدة تنازلية                                                                | عقدة تنازلية                    |     | عقدة تصاعدية                       | عقدة تصاعدية |
| 120                                                                         | مارس30, 2033 Total              | 125 | سبتمبر23, 2033 Partial             |              |
| 130                                                                         | مارس20, 2034 [الإنجليزية] Total | 135 | سبتمبر12, 2034 Annular             |              |
| 140                                                                         | مارس9, 2035 Annular             | 145 | سبتمبر2, 2035 Total                |              |
| 150                                                                         | فبراير27, 2036 Partial          | 155 | أغسطس21, 2036 [الإنجليزية] Partial |              |
| يحدث كسوف جزئي للشمس في 23 يوليو 2036 في مجموعة خسوف السنة القمرية التالية. |                                 |     |                                    |              |

### 150- ساروس
وهي جزء من دورة ساروس 150 وتتكرر كل 18 سنة و 11 يومًا وتحتوي على 71 حدثًا.
بدأت السلسلة بكسوف جزئي للشمس في 24 أغسطس 1729.
يحتوي على كسوف حلقي من 22 أبريل 2126 حتى 22 يونيو 2829.
لا توجد كسوفات كاملة في هذه السلسلة.
تنتهي السلسلة في العضو 71 ككسوف جزئي في 29 سبتمبر 2991.
ستكون أطول مدة للحلقات 9 دقائق و 58 ثانية في 19 ديسمبر 2522.
| تحدث أعضاء السلسلة 11-21 بين عامي 1901 و 2100: | تحدث أعضاء السلسلة 11-21 بين عامي 1901 و 2100: | تحدث أعضاء السلسلة 11-21 بين عامي 1901 و 2100: |
| 11                                             | 12                                             | 13                                             |
| ---------------------------------------------- | ---------------------------------------------- | ---------------------------------------------- |
| </img> </br> 12 ديسمبر 1909                    | </img> </br> 24 ديسمبر 1927                    | </img> </br> 3 يناير 1946                      |
| 14                                             | 15                                             | 16                                             |
| </img> </br> 14 يناير 1964                     | </img> </br> 25 يناير 1982                     | </img> </br> 5 فبراير 2000                     |
| 17                                             | 18                                             | 19                                             |
| </img> </br> 15 فبراير 2018                    | </img> </br> 27 فبراير 2036                    | </img> </br> 9 مارس 2054                       |
| 20                                             | 21                                             |                                                |
| </img> </br> 19 مارس 2072                      | </img> </br> 31 مارس 2090                      |                                                |

### سلسلة تريتوس
هذا الكسوف هو جزء من دورة تريتوس ، يتكرر عند العقد المتناوبة كل 135 شهرًا متزامنًا (≈ 3986.63 يومًا ، أو 11 عامًا ناقص شهر واحد). مظهرها وخط طولها غير منتظمين بسبب نقص التزامن مع الشهر غير الطبيعي (فترة الحضيض) ، لكن التجمعات المكونة من 3 دورات تريتوس (33 عامًا ناقص 3 أشهر) تقترب (≈ 434.044 شهرًا غير طبيعي) ، لذا فإن الكسوف متشابه في هذه التجمعات.
| أعضاء السلسلة بين عامي 1901 و 2100            | أعضاء السلسلة بين عامي 1901 و 2100            | أعضاء السلسلة بين عامي 1901 و 2100            | أعضاء السلسلة بين عامي 1901 و 2100 |
| --------------------------------------------- | --------------------------------------------- | --------------------------------------------- | ---------------------------------- |
| </img> </br>6 مارس 1905 </br> (ساروس 138)     | </img> </br> 3 فبراير 1916 </br> (ساروس 139)  | </img> </br> 3 يناير 1927 </br> (ساروس 140)   |                                    |
| </img> </br> 2 ديسمبر 1937 </br> (ساروس 141)  | </img> </br> 1 نوفمبر 1948 </br> (ساروس 142)  | </img> </br> 2 أكتوبر 1959 </br> (ساروس 143)  |                                    |
| </img> </br> 31 أغسطس 1970 </br> (ساروس 144)  | </img> </br> 31 يوليو 1981 </br> (ساروس 145)  | </img> </br> 30 يونيو 1992 </br> (ساروس 146)  |                                    |
| </img> </br> 31 مايو 2003 </br> (ساروس 147)   | </img> </br> 29 أبريل 2014 </br> (ساروس 148)  | </img> </br> 29 مارس 2025 </br> (ساروس 149)   |                                    |
| </img> </br> 27 فبراير 2036 </br> (ساروس 150) | </img> </br> 26 يناير 2047 </br> (ساروس 151)  | </img> </br> 26 ديسمبر 2057 </br> (ساروس 152) |                                    |
| </img> </br> 24 نوفمبر 2068 </br> (ساروس 153) | </img> </br> 24 أكتوبر 2079 </br> (ساروس 154) | </img> </br> 23 سبتمبر 2090 </br> (ساروس 155) |                                    |

### دورة ميتونيك
تتكرر السلسلة ميتونيك كل 19 عامًا (6939.69 يومًا) ، وتستمر حوالي 5 دورات. يحدث الكسوف في نفس تاريخ التقويم تقريبًا. بالإضافة إلى ذلك ، تتكرر سلسلة اكتون الفرعية 1/5 من ذلك أو كل 3.8 سنوات (1387.94 يومًا). تحدث جميع الكسوفات في هذا الجدول عند العقدة الهابطة للقمر.
| 21 حدثًا بين 22 يوليو 1971 و 22 يوليو 2047 | 21 حدثًا بين 22 يوليو 1971 و 22 يوليو 2047 | 21 حدثًا بين 22 يوليو 1971 و 22 يوليو 2047 | 21 حدثًا بين 22 يوليو 1971 و 22 يوليو 2047 | 21 حدثًا بين 22 يوليو 1971 و 22 يوليو 2047 |
| يوليو 21–22                               | مايو 9–11                                 | فبراير26–27                               | ديسمبر 14–15                              | اكتوبر2–3                                 |
| 106                                       | 108                                       | 110                                       | 112                                       | 114                                       |
| ----------------------------------------- | ----------------------------------------- | ----------------------------------------- | ----------------------------------------- | ----------------------------------------- |
| يوليو 21, 1952                            | مايو 10, 1956                             | فبراير26, 1960                            | ديسمبر 16, 1963                           | اكتوبر3, 1967                             |
| 116                                       | 118                                       | 120                                       | 122                                       | 124                                       |
| يوليو 22, 1971 [الإنجليزية]               | مايو 11, 1975 [الإنجليزية]                | فبراير26, 1979 [الإنجليزية]               | ديسمبر 15, 1982 [الإنجليزية]              | اكتوبر3, 1986 [الإنجليزية]                |
| 126                                       | 128                                       | 130                                       | 132                                       | 134                                       |
| يوليو 22, 1990 [الإنجليزية]               | مايو 10, 1994 [الإنجليزية]                | فبراير26, 1998 [الإنجليزية]               | ديسمبر 14, 2001                           | اكتوبر3, 2005                             |
| 136                                       | 138                                       | 140                                       | 142                                       | 144                                       |
| يوليو 22, 2009                            | مايو 10, 2013                             | فبراير26, 2017                            | ديسمبر 14, 2020 [الإنجليزية]              | اكتوبر2, 2024                             |
| 146                                       | 148                                       | 150                                       | 152                                       | 154                                       |
| يوليو 22, 2028                            | مايو 9, 2032                              | فبراير27, 2036                            | ديسمبر 15, 2039 [الإنجليزية]              | اكتوبر3, 2043 [الإنجليزية]                |
| 156                                       |                                           |                                           |                                           |                                           |
| يوليو 22, 2047 [الإنجليزية]               |                                           |                                           |                                           |                                           |

## روابط خارجية
- www.solar-eclipse.de - متوسط التغطية السحابية والمدن على طول مسار الكسوف